# Encadenados (telenovela)
Encadenados es una telenovela mexicana dirigida por Julio Castillo y producida por Ernesto Alonso para la cadena Televisa, se emitió por El Canal de las Estrellas del 8 de agosto de 1988 al 14 de abril de 1989.
Fue protagonizada por Christian Bach y Humberto Zurita, con las participaciones antagónicas de Sergio Jiménez, Julieta Rosen, Miguel Ángel Ferriz, Macaria, Malena Doria y Leonardo Daniel.
La escritora Marissa Garrido se basó en la obra Cumbres Borrascosas de la autora británica Emily Brontë para la creación de la telenovela.

## Argumento
El millonario ranchero Alejandro Valdecasas queda viudo con dos niños: Eduardo y Catalina. El primero es incontrolable y se rebela; la segunda es generosa y tímida. Don Alejandro conoce a Germán, un pequeño niño que le ha informado del robo de su billetera y él la recupera. Admirado por su valor y honestidad, Don Alejandro lo lleva a vivir a su casa. Él se hace gran amigo de Catalina, pero con Eduardo se vuelven rivales inmediatamente.
Pasan los años y don Alejandro se muere. Germán y Catalina se han enamorado, pero el celoso Eduardo lo sigue odiando y en complicidad con Caralampio, el malintencionado administrador del rancho "La Ceiba", lo persigue. Germán es cortejado por Blanca la vecina caprichosa de los Valdecasas, e Isabel, muchacha frívola e hipócrita. A su vez, Catalina es cortejada por Daniel el hermano de Blanca. Finalmente las intrigas de los villanos logran separar a Catalina y Germán, ella se casa con Daniel y Germán se casa con Blanca sin amor. Pero por azares del destino, Germán se convierte en el dueño de "La Ceiba" y descubre que no es huérfano como siempre creyó sino que su madre está viva y es Alina, mujer noble y decidida y miembro de una tribu gitana. Ambos se reconcilian y Alina le da todo su apoyo para que pueda sortear las maldades de los villanos y ser feliz junto a Catalina la única mujer que ha amado.

## Elenco
- Christian Bach - Catalina Valdecasas Ortigoza
- Humberto Zurita - Germán Navarrete Pérez
- Sergio Jiménez - Caralampio  Mendoza / José
- Julieta Rosen - Blanca Lazcano De Santiago
- Raquel Olmedo - Alina
- Macaria - Isabel Torres
- Miguel Ángel Ferriz - Eduardo Valdecasas Ortigoza
- Leonardo Daniel - Daniel Lazcano De Santiago
- Marcela de Gallina - Alejandra
- Tony Bravo - Carlos Montes
- Gabriela Goldsmith - Iris
- Arturo Benavides - Arnaldo
- Malena Doria - Bertha Moncada
- Fernando Moncada - Manuel
- María Montaño - Adela Lazcano
- Teo Tapia - Gilberto Lazcano
- César Adrián Sánchez - Toño
- Jorge Mondragón - Dr. Castellanos
- Julieta Egurrola - Jacinta
- María Eugenia Ríos - Natalia
- Alejandro Ruiz - Marcos
- Nailea Norvind - Mariela
- Graciela Döring - Felipa
- Bruno Rey - Alejandro Valdecasas
- María Marcela - Alejandra
- Aída Naredo - Faustina
- Fabiola Elenka Tapia - Catalina (niña)
- Raúl Castro - Germán (niño)
- Carlos Ferro - Germán (niño)
- Rafael Omar - Daniel (niño)
- Farid Kuri - Eduardo (niño)
- Renata de los Ríos - Blanca (niña)
- Arturo Benavides - Arnaldo
- Aurora Cortés - Aurelia
- Josafat Luna - Luis Alberto

## Equipo de producción
- Historia original y adaptación: Marissa Garrido
- Edición literaria: Tere Medina
- Tema musical: Piano
- Autor: Bebu Silvetti
- Arreglos musicales: Juan Carlos Noroña, Juan Diego
- Escenografía y dirección de arte: Ariel Bianco
- Coordinación general de producción: Guadalupe Cuevas
- Jefes de producción: Gerardo Lucio, Teresa Anaya
- Coordinación de locaciones en Tabasco y Chiapas: Arq. Juan Muñoz G.
- Luminotécnico: Sergio Treviño
- Director de cámaras: Jesús Acuña Lee
- Director: Julio Castillo
- Productor: Ernesto Alonso

## Premios y nominaciones

### Premios TVyNovelas 1989
| Categoría                | Nominado(a)     | Resultado |
| ------------------------ | --------------- | --------- |
| Mejor telenovela         | Ernesto Alonso  | Nominado  |
| Mejor actriz protagónica | Christian Bach  | Ganadora  |
| Mejor actor protagónico  | Humberto Zurita | Ganador   |
| Mejor villano            | Sergio Jiménez  | Nominado  |